# Wins Above Replacement

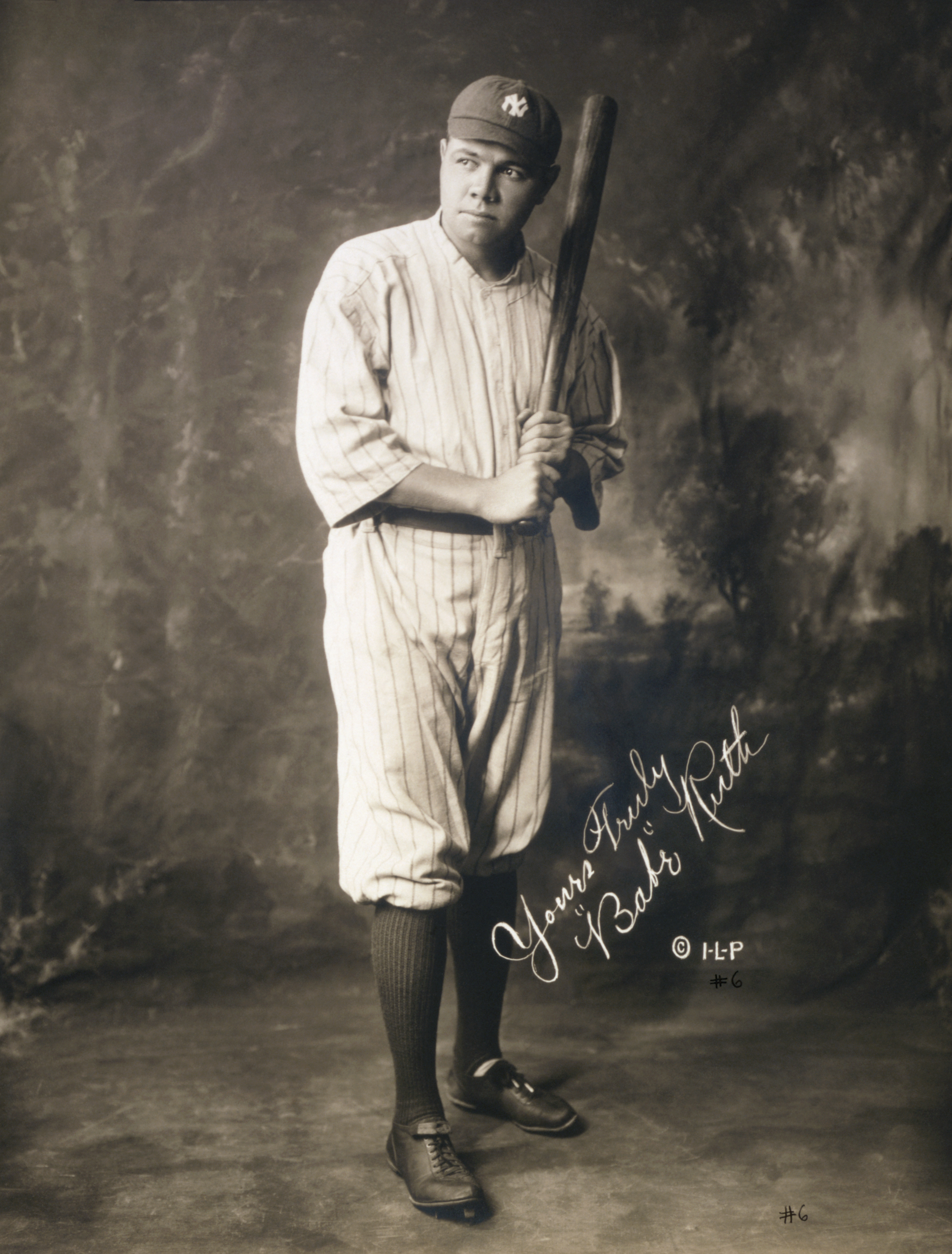
Babe Ruth ha accumulato il maggior WAR della storia della MLB (182,4).

Wins Above Replacement o Wins Above Replacement Player, comunemente abbreviata in WAR o WARP, è una statistica del baseball non standardizzata sviluppata per indicare "il contributo totale di un giocatore alla sua squadra". Il valore WAR di un giocatore è indicato come il numero di vittorie addizionali che il giocatore porta alla sua squadra sopra il numero atteso se il giocatore fosse sostituito con un cosiddetto "replacement-level player": un giocatore che potrebbe essere aggiunto alla squadra con costo e sforzo minimo.
I valori individuali del WAR sono calcolati dal numero e dal tasso di successo delle azioni in campo di un giocatore (in battuta, correndo tra le basi, in difesa e al lancio): più alto è il valore maggiore è il contributo dato alla squadra. Il WAR dipende anche dalla posizione in cui gioca il giocatore, con ruoli meno importanti per la battuta (come il ricevitore) che danno più punti rispetto ad altri più orientati alla battuta come quello di prima base. Un alto valore WAR accumulato da un giocatore riflette delle prestazioni di successo, una grande quantità di tempo giocato, o entrambi.
A titolo di esempio, Fangraphs classifica le prestazioni di Clayton Kershaw nella stagione regolare 2014 con 7.2 di WAR, suggerendo che la sua squadra ha vinto circa sette partite in più rispetto a se fosse stato sostituito da un replacement level player. Kershaw accumulò un alto WAR lanciando in molti inning mantenendo un alto tasso di strikeout e un basso tasso di fuoricampo e basi su ball concesse.

## Leader di tutti i tempi nella Major League Baseball
Statistiche aggiornate alla stagione 2018
| Pos. | Giocatore      | WAR   |
| ---- | -------------- | ----- |
| 1    | Babe Ruth      | 182,4 |
| 2    | Walter Johnson | 163,4 |
| 3    | Cy Young       | 163,6 |
| 4    | Barry Bonds    | 162,8 |
| 5    | Willie Mays    | 156,4 |
| 6    | Ty Cobb        | 151,0 |
| 7    | Hank Aaron     | 143,0 |
| 8    | Roger Clemens  | 139,2 |
| 9    | Tris Speaker   | 134,0 |
| 10   | Honus Wagner   | 130,8 |